# Flindersia laevicarpa
Flindersia laevicarpa là một loài thực vật thuộc họ Rutaceae. Loài này có ở Úc, Indonesia, và Papua New Guinea. Chúng hiện đang bị đe dọa vì mất môi trường sống.